# Valenciennea bella
Valenciennea bella és una espècie de peix de la família dels gòbids i de l'ordre dels perciformes.

## Morfologia
- Els mascles poden assolir 6,9 cm de longitud total.[4]

## Alimentació
Menja invertebrats petits, en particular copèpodes.

## Hàbitat
És un peix marí, de clima tropical i demersal que viu entre 12-32 m de fondària.

## Distribució geogràfica
Es troba a Okinawa (el Japó) i les Filipines.

## Observacions
És inofensiu per als humans.